# Tocro galtanegre
El Tocro galtanegre (Odontophorus melanotis) és una espècie d'ocell de la família dels odontofòrids (Odontophoridae) que habita la selva humida del vessant del Carib d'Amèrica Central des d'Hondures fins a Costa Rica i ambdues vessants a Panamà.